# Мали Борич
Мали Борич је насеље Скадарском округу у сјеверној Албанији. Село је насељено већински Србима из Црне Горе. Дио је ширег региона Врака у којем живе Срби. Село се зове Стари Борич или Мали Борич на српском језику.

## Демографија
Село је насељено српском заједницом, као што је случај са многим другим селима у окружењу. Срби су донедавно били једини становници села. У 1990. години, од укупно 75 домаћинстава у селу, 67 су били православни Срби и Црногорци , и 8 албанских; од 650 становника, Срби и Црногорци су били 580, а остали Албанци. У последње време се све више користи албански термин Вогел, у складу са државним прописима о замени неалбанских топонима. 
1933. у селу Мали Борич забиљежене су следећа српска братства и број њихових домова:
Мартиновићи 3 д., Златичани 4 д., Жарићи 2 д., Мајићи 1 д., Вукчевићи-Веснићи 2 д., Шабановићи 2 д., Стајкићи 3 д., Секулићи 3 д., Ајковићи 4 д., Контићи 2 д. .